# Leptorussa darlingtoni
Leptorussa darlingtoni là một loài Trichoptera trong họ Leptoceridae. Chúng phân bố ở miền Australasia.